# Czarnówek (województwo lubuskie)
Czarnówek – nieistniejąca jednostka osadnicza w Polsce położona w województwie lubuskim, w powiecie słubickim, w gminie Górzyca.
Była położona przy drodze krajowej nr 22, między Czarnowem a Słońskiem.
Na początku XX w. miejsce (Abbau) należące do Czarnowa.
Do 1945 r. stosowano niemiecką nazwę Neu Tschernow. W 1948 r. ustalono urzędowo nazwę Czarnówek. Nazwa została urzędowo zniesiona do 1980 r.
Obecnie nazwa całkowicie wyszła z użycia.